# Taylor Heinicke
Taylor Heinicke (geboren am 15. März 1993 in Lawrenceville, Georgia) ist ein US-amerikanischer American-Football-Spieler auf der Position des Quarterbacks. Er spielte College Football für die Old Dominion University. Seit 2024 steht Heinicke bei den Los Angeles Chargers in der National Football League (NFL) unter Vertrag. Zuvor spielte er unter anderem drei Jahre für das Washington Football Team bzw. die Washington Commanders und ein Jahr für die Atlanta Falcons.

## College
Heinicke besuchte die Collins Hill High School in Suwanee, Georgia und stellte dort als Quarterback mit 4218 Yards and 44 Touchdowns in seinem letzten Highschooljahr Rekorde an seiner Schule auf. Ab 2011 ging er auf die Old Dominion University, um College Football für die Old Dominion Monarchs zu spielen. Er kam bereits  als Freshman zum Einsatz, da Starting-Quarterback Thomas DeMarco, der ab 2012 fünf Jahre in der Canadian Football League (CFL) spielte, im dritten Spiel gegen die UMass Minutemen wegen einer Verletzung im zweiten Viertel ausgewechselt wurde. Heinicke überzeugte als Starting-Quarterback und warf in seinem ersten College-Jahr 27 Touchdownpässe bei nur einer Interception. In der Saison 2012 warf Heinicke 44 Touchdowns und 14 Interceptions. Er erzielte 5076 Yards Raumgewinn im Passspiel und gewann den Walter Payton Award 2012 als bester Spieler der FCS, zudem wurde er als Offensive Player of the Year in der Colonial Athletic Association ausgezeichnet. In der Saison 2013 begann der Wechsel von Old Dominion in die stärkere NCAA Division I Football Bowl Subdivision (FBS). Nachdem Heinicke in seinen beiden Spielzeiten in der FCS 21 Partien gewonnen und fünf verloren hatte, gelangen ihm in der FBS 16 Siege bei 10 Niederlagen. In der Saison 2013 erzielte er 33 Touchdownpässe bei acht Interceptions, in seinem letzten College-Jahr waren es 30 Touchdowns und 16 Interceptions. Mit insgesamt 14.959 Yards Raumgewinn im Passspiel stellte Heinicke mit großem Abstand einen neuen Rekord für die meisten Passing-Yards eines Quarterbacks der Monarchs, die nach elf Saisons von 1930 bis 1941 erst seit 2009 wieder ein Footballteam stellen, auf.

## NFL
Heinicke wurde im NFL Draft 2015 nicht ausgewählt und daraufhin von den Minnesota Vikings als Undrafted Free Agent unter Vertrag genommen. Er schaffte es als dritter Quarterback hinter Teddy Bridgewater und Shaun Hill in den 53-Mann-Kader, kam aber nicht zum Einsatz. Vor Beginn der Saison 2016 verletzte Heinicke sich Ende Juli am linken Fuß und fiel daher für drei Monate aus. Er hatte versucht, die Wohnungstür eines Freundes einzutreten, nachdem sie sich versehentlich ausgeschlossen hatten und sich geschnitten, als er eine Glasscheibe traf. Vor Beginn der Saison 2017 wurde Heinicke wegen einer leichten Gehirnerschütterung, die er im letzten Spiel der Preseason erlitten hatte, und einer Muskelverspannung auf die Injured Reserve List gesetzt. Am 11. September 2017 wurde er schließlich entlassen, ohne in einem Spiel der Regular Season für die Vikings gespielt zu haben. Anschließend nahmen die New England Patriots Heinicke in ihren Practice Squad auf, entließen ihn aber bereits nach kurzer Zeit wieder.
Im November 2017 verpflichteten die Houston Texans Heinicke für den Practice Squad und beförderten ihn im Dezember in den aktiven Kader, nachdem Tom Savage ausgefallen war. Heinicke kam am 16. Spieltag zu einem Kurzeinsatz, da T. J. Yates das Feld wegen eines Verdachts auf Gehirnerschütterung hatte verlassen müssen. Dabei warf er einen Pass für 10 Yards Raumgewinn. Heinicke musste letztlich ebenfalls wegen einer möglichen Gehirnerschütterung ausgewechselt werden und wurde wieder durch Yates ersetzt. Am 13. April 2018 entließen die Texans Heinicke.
Anschließend nahmen die Carolina Panthers Heinicke über die Waiver-Liste unter Vertrag. In der Saison 2018 kam er als Backup für Cam Newton in fünf Spielen zu Kurzeinsätzen, bevor Newton für den 16. Spieltag wegen einer Schulterverletzung ausfiel, sodass Heinicke ihn als Starting-Quarterback ersetzte. Im Spiel gegen die Atlanta Falcons warf Heinicke einen Touchdownpass, bevor er im zweiten Viertel wegen einer Ellenbogenverletzung durch Kyle Allen ersetzt wurde. Heinicke kehrte kurz vor der Halbzeitpause zurück und blieb für den Rest des Spiels auf dem Feld. Dabei unterliefen ihm drei Interceptions. Insgesamt brachte er 33 von 53 Pässen für 274 Yards an, Carolina verlor die Partie mit 10:24. Wegen seiner Verletzung am linken Ellenbogen wurde er vor dem letzten Spiel auf die Injured Reserve List gesetzt. Im März 2019 verlängerte Heinicke seinen Vertrag in Carolina um ein Jahr. Allerdings wurde er im Rahmen der Kaderverkleinerung auf 53 Spieler am 30. August 2019 entlassen.
Anschließend spielte Heinicke 2020 in der XFL für die St. Louis BattleHawks, verlor allerdings das Duell um die Position des Starting-Quarterbacks gegen Jordan Ta'amu. Nachdem die XFL ihren Spielbetrieb im April 2020 eingestellt hatte, kehrte Heinicke an die Old Dominion University zurück, um seinen Abschluss in Maschinenbau zu beenden, was er allerdings wegen eines neuen Jobangebots aus der NFL unterbrechen musste. Am 8. Dezember 2020 nahm das Washington Football Team Heinicke für seinen Practice Squad unter Vertrag, wenig später wurde er in den aktiven Kader befördert, da Alex Smith ausfiel. Am 16. Spieltag kam Heinicke im vierten Viertel zu seinem ersten Einsatz für Washington, da Dwayne Haskins wegen schwacher Leistung ausgewechselt wurde. Dabei brachte er 12 von 19 Pässen für 137 Yards und einen Touchdown an, das Spiel ging mit 13:20 verloren. Washington zog in die Play-offs ein und traf in der ersten Runde auf die Tampa Bay Buccaneers. Da Smith erneut nicht spielen konnte, kam Heinicke als Starter zum Einsatz. Das Football Team unterlag dem späteren Super-Bowl-Sieger mit 23:31. Heinicke warf 26 erfolgreiche Pässe für 304 Yards bei 44 Passversuchen, dabei warf er einen Touchdown und eine Interception. Zudem erlief er einen Touchdown.
Im Februar verlängerte Heinicke seinen Vertrag in Washington für 8,75 Millionen Dollar um zwei Jahre. Im ersten Spiel der Saison 2021 verletzte sich der neu verpflichtete Starting-Quarterback Ryan Fitzpatrick, sodass Heinicke ihn ersetzte und ab dem zweiten Spieltag erneut zum Starter wurde. Beim 30:29-Sieg gegen die New York Giants in Woche 2 gewann Heinicke sein erstes Spiel als Starter. Er warf 46 Pässe, von denen 34 ankamen. Dabei erzielte Heinicke 346 Yards Raumgewinn im Passspiel und zwei Touchdowns bei einer Interception. Insgesamt kam Heinicke 2021 in 15 Partien als Starter zum Einsatz, dabei brachte er 65 % seiner Pässe für 3419 Yards an und warf 20 Touchdowns bei 15 Interceptions. Mit Heinicke als Starting-Quarterback kam Washington auf sieben Siege und acht Niederlagen. Am 2. Februar 2022 änderte das Football Team seinen Namen zu Washington Commanders. In die Saison 2022 ging Heinicke als Backup für den neu verpflichteten Carson Wentz. Er gewann mit Washington nur zwei der ersten sechs Partien, bevor er mit einer Fingerverletzung an der Wurfhand verletzungsbedingt ausfiel und durch Heinicke ersetzt wurde. Da sie mit Heinicke fünf der nächsten sechs Spiele gewannen, blieb er auch nach Wentz’ Genesung Starter. Nach schwachen Leistungen von Heinicke wurde Wentz am sechzehnten Spieltag wieder für ihn eingewechselt und war in der folgenden Woche Starter. Im letzten Saisonspiel erhielt Sam Howell den Vorzug vor Wentz und Heinicke.
Nach dem Auslaufen seines Vertrags bei den Commanders unterschrieb Heinicke einen Zweijahresvertrag bei den Atlanta Falcons. Er ging als Backup von Desmond Ridder in die Saison, ersetzte ihn aber wegen unzureichender Leistung zwischenzeitlich als Starter. In vier Partien als Starter konnte Heinicke selbst ebenfalls nicht glänzen und warf fünf Touchdownpässe bei vier Interceptions und einer Passquote von 54,4 %.
Am 29. August 2024 gaben die Falcons Heinicke, der durch die Neuverpflichtungen von Kirk Cousins und Michael Penix Jr. entbehrlich geworden war, im Austausch gegen einen Siebtrundenpick 2025, der zu einem Sechstrundenpick hätte werden können, falls Heinicke ausreichend Spielzeit erhalten hätte, an die Los Angeles Chargers ab. Dort war er als Backup für Justin Herbert vorgesehen. In dieser Funktion stand er in vier Spielen für 22 Spielzüge auf dem Feld und brachte drei von fünf Pässen für 22 Yards an. Im März 2025 unterschrieb Heinicke für ein weiteres Jahr bei den Chargers.

### NFL-Statistiken
| 2017                               | HOU    | 1  | 0  | 1–1     | 100,0 | 10   | 0  | 0  | 108,3 |
| 2018                               | CAR    | 6  | 1  | 35–57   | 61,4  | 320  | 1  | 3  | 60,6  |
| 2020                               | WAS    | 1  | 0  | 12–19   | 63,2  | 137  | 1  | 0  | 102,3 |
| 2021                               | WAS    | 16 | 15 | 321–494 | 65,0  | 3419 | 20 | 15 | 85,9  |
| 2022                               | WAS    | 9  | 9  | 161–259 | 62,2  | 1859 | 12 | 6  | 89,6  |
| 2023                               | ATL    | 5  | 4  | 74–136  | 54,4  | 890  | 5  | 4  | 74,7  |
| 2024                               | LAC    | 4  | 0  | 3–5     | 60,0  | 28   | 0  | 0  | 75,4  |
| Gesamt                             | Gesamt | 42 | 29 | 607–971 | 62,5  | 6663 | 39 | 28 | 84,1  |
| Quelle: pro-football-reference.com |        |    |    |         |       |      |    |    |       |